# オーバートン橋

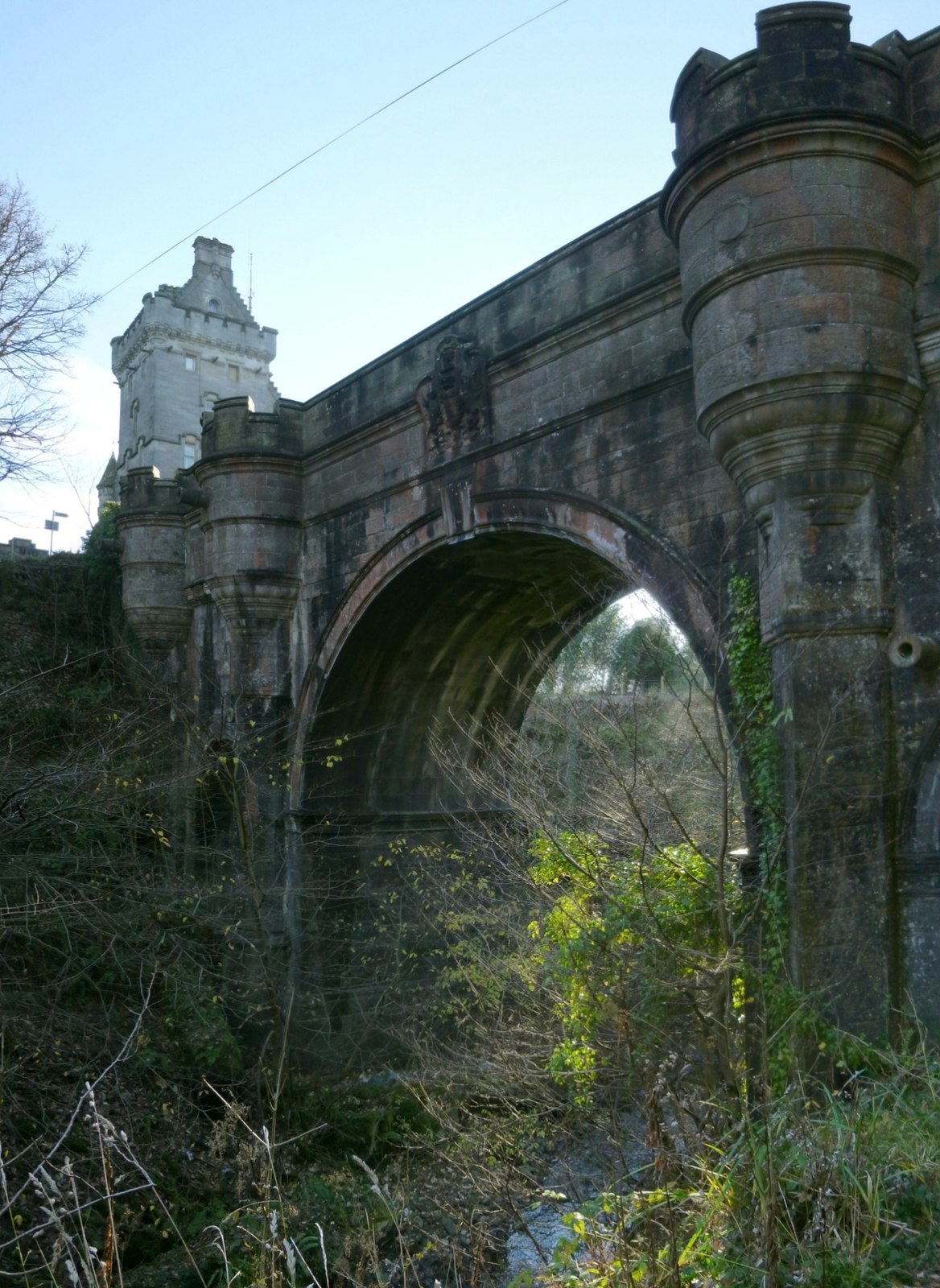
オーバートン橋

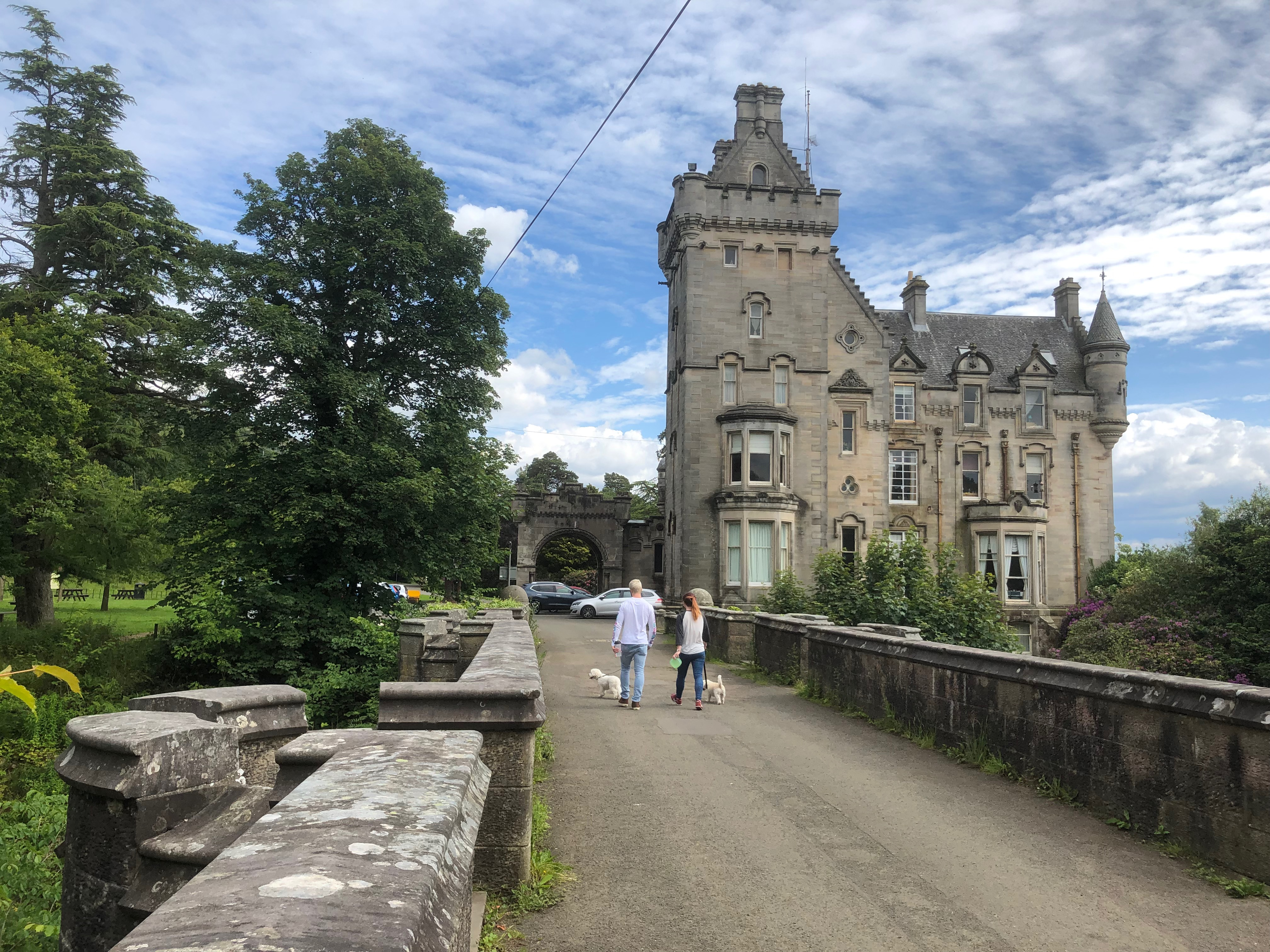
橋上から望むオーバートン・ハウス

オーバートン橋（オーバートンばし、英: Overtoun Bridge、オーヴァートン橋、オーバータウン橋）は、スコットランドのウェスト・ダンバートンシャー州ダンバートン近郊に建つ歴史的建造物のオーバートンハウスへの取り付け道路に架かる橋で、造園家ヘンリー・アーネスト・ミルナー (Henry Ernest Milner) の設計により1895年に完成した。
この橋自体も歴史的・文化的建造物の保護を目的としたイギリス指定建造物（英: Listed Building）に指定され、カテゴリはB類である。
1950年代以降、犬が橋から落ちたり飛び降りたりする事故が多数報告されている。多くは、犬が約50フィート（15メートル）下の岩場に転落して重傷を負ったり死亡するため、この橋は「ドッグ・スーサイド・ブリッジ（犬身投げ橋）」と呼ばれるようになった。これら事象については、自然災害から超常現象まで、さまざまな説がささやかれている。

## 建設

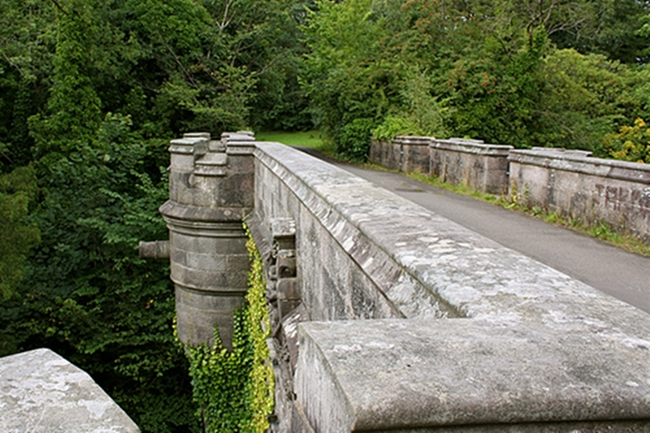
バルティザン（張り出しやぐら）風に装飾された欄干。射撃用の角度のついた狭間が簡素化された低い位置に再現されている。

スコットランド人の実業家ジェームズ・ホワイトは、父や兄との共同経営の化学薬品製造業で成功を収めると、別荘地とするため1859年にこの地に広がるオーバートン農場を買収し、その3年後の1862年にオーバートン・ハウスを建設した。
1884年にジェームズが亡くなると、土地と屋敷を相続した息子のジョン・キャンベル・ホワイトは、アクセスを容易にするため家の私道を本道とは反対の西側へ延長することにし、深い渓谷を横切る橋の設計をするため造園家で土木技師のヘンリー・ミルナーを雇い入れ、建設に着手した。
粗削りに表面を仕上げてある石を組み合わせた切石積みの橋は、1895年6月に完成した。急峻な渓谷に架かる3つのアーチで構成され、中央の大きなアーチがオーバートン川を跨ぎ、その両側には低くて小さな2つのアーチが架けられている。

## 説明のつかない犬の行動

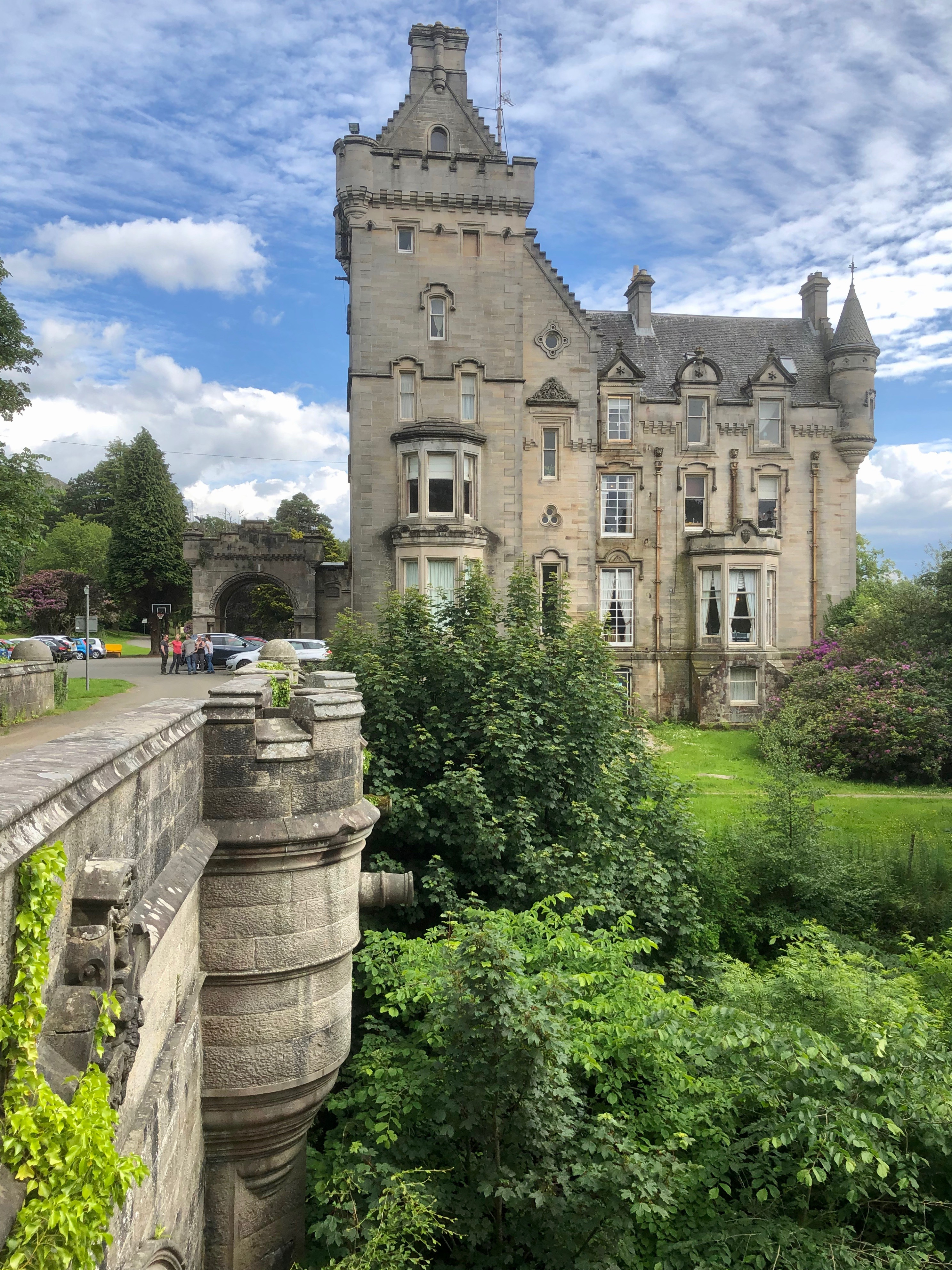
橋は深い渓谷の上に架かっている。

いつのころからか、犬が橋から下の渓谷に飛び降りるという謎の事故が続くようになり、1950年代以降「死の橋」または「犬身投げ橋」などと地元民は呼ぶようになっていた。調査によると、少なくとも300匹の犬が橋から飛び降り、50匹の犬が落下で死んだことが記録されている。
この奇妙な現象は、事故がオンラインやメディアで報道され始めた2000年代から2010年代初頭にかけて、さらに広く知られるようになっていった。例えば、2004年、ケネス・メイクル一家がゴールデン・レトリバーと一緒に散歩していたところ、犬が突然暴れて橋から飛び降り、犬は一命を取り留めたものの深手を負った。2005年には、少なくとも5匹の犬が6ヶ月の間に橋から飛び降りている。2014年、スプリンガースパニエルのキャシーと一緒に散歩していたアリス・トレボロウが、オーバートン橋での奇妙な体験を報告した。「車から降りたとき、この子はとても従順なのでリードをつけませんでした…。私と息子は橋の上の何かを見つめていたキャシーの方へ歩いて行きました…。この子は間違いなく何かを見て飛び上がったのです。何か不吉なことが起きています。キャシーらしくない行動でした。」
2019年、オーバートン・ハウスに17年間住んでいる所有者は、興奮した犬が何匹も橋から落ちるのを目撃したと語る。所有者はミンクやテンなどの動物の匂いが犬を橋の欄干を飛び越えるように誘い込んだのだと考えている。「犬はミンクやテンなどの哺乳類の匂いを嗅ぎつけ、欄干に飛び乗ります。そして、そこは外に向かって下りのスロープになっているので、犬は転げてしまうのです」。しかし、テキサス出身の元牧師であるこの所有者は、この敷地には何らかの霊的な性質があるとも語っている。この信念は、動物が超常現象に敏感であるために犬が橋の上で奇妙な行動をとるのだと一部の地元住民にも信じられている。
橋上の犬の行動に影響を与えているものについて、いくつかの合理的な理論が示されている。2014年、犬の心理学者デイビッド・サンズは、周囲の植物の見え方で、実際には橋の側面の非常に急な崖を平地のように誤認させていることと、その地域の雄のミンクの尿の残留臭が相まって、犬が橋から飛び降りる原因になっているのではないかとした。しかし、地元で50年間住んでいる猟師のジョン・ジョイスは、「その地域にはミンクはいない」としてこの理論を否定した。また、英国王立鳥類保護協会による別の調査では、飛び降りる犬が好むとされる橋の側面に、「ネズミ、リス、ミンクの巣」の痕跡があることが判明した。別の実験では、ネズミ、リス、ミンクの匂いが入った容器を与えられた10匹の犬のうち7匹が「ミンクの匂いに向かってまっすぐに走り、その多くは非常に劇的だった」という。
スコットランド動物虐待防止協会（SSPCA）も橋とその周辺地域を調査したが、決定的な結果を得るには至らなかった。
1994年10月、妄想性統合失調症の父親が、息子が悪魔の化身であると信じ、生後2週間の息子を橋から突き落として殺害した。父親は自殺を図ったが、保護され精神病院に収容となった。父親がこの場所を選んだのは、闇の精霊や古代ドルイドとの関連があるからだと訴えた。

## 映像作品
2022年10月、ヒール・フィルムズはオーバートン・ハウスと橋にまつわる疑惑の超常現象を題材に、スコット・マクミラン脚本・監督、クリストファー・ウォレス、スーザン・シムズ出演の短編映画「ザ・ブリッジ（英: The Bridge）」を制作し、2023年に公開された。